# لتر من الدموع
لتر من الدموع (بالإنجليزية:1 Litre of Tears) (باليابانية : １リットルの涙) «ايتشي ريتّورو نو ناميدا», وتسمي مذكرة الدموع أو مذكرة من الدموع) هي مذكرة لآيا كيتو (木藤亜也, Kitō Aya) وتراجيديا عن حياتها, ايا التي ولدت في يونيو 1962 وتوفت في 23 مايو 1988 عن عمر يناهز 25 عاما بسبب مرض لا علاج له. وتم إنتاج مسلسل عن حياتها في 2005.
نشرت بعد موتها بقلليل، تحكي فيها قصة معاناتها في فترة المراهقة مع مرض (Spinocerebellar ataxia) (يختصر SCA) ويسمى أيضا (Spinocerebellar Degeneration) وهو مرض يبدا في جزء من المخ بالتحديد المُخيخ – الحبل الشوكي. تبدء الخلايا بالموت التدريجي ويؤدي هذا المرض اولا إلى فقدان القدرة على الحركة وعدم القدرة على المشي، ومن ثم فقدان حركة الاطراف، ينتهي به الامر على الكرسي المتحرك وبعدها على السرير لا يتحرك، لا يتكلم ولا يقدر يعبر عن نفسه ويجد الاخرين صعوبة في فهم ما يقول، مع ان قدراته العقليه كما هي، لا يصاب بالتخلف العقلي، ذكاءه ثابت لكن قدره جسمه على الحركة تختفي تدريجيا.
قصة هذا الدراما حقيقية، مبنية على دفتر ذكريات لبطلة المسلسل (آيا) التي اصيبت بهذا المرض وأصبحت تكتب في دفتر ذكرياتها عن حياتها والتطور في المرض، وكيف ان حالتها تغيرت وماذا الذي تغير فيها، شخصيات عائلتها حقيقية.
الكتاب الحقيقي لمؤلفته المصابة بالمرض واسمها ايا كيتو (Aya Kito) فقد كانت تكتب ذكرياتها اليومية في هذا الدفتر الذي تحول إلى كتاب ساعد كثير من المرضى المصابين بنفس المرض، توفت في سنة 1988 في الـ 25 من عمرها، ولا زال هذا الكتاب يباع وينشر حتى اليوم.

## القصة
أية كيتو تمرض وهي في 15 من العمر، يجعلها المرض تفقد التحكم بالجسم، ولان المرض ليس له أي تأثير علي المخ فإنه يعمل كالسجن.تكتشف أية انه لا يوجد علاج للمرض، وتعيش على التمارين حتي موتها عن 25 عاماَ

## إقتباسات من كتابات آيا
| لتر من الدموع | الضحية هي إنسان يمتلك قلب أيضاً! | لتر من الدموع |

| لتر من الدموع | لا أستطيع ان احدث اصوات عالية بعد الآن. لا أعلم إذا ما كانت عضلات بطني اصبحت ضعيفة او أن مساحة تنفسي اصبحت اصغر، ربما لأن الأماكن التي أذهب إليها محدودة. لا أعلم ماذا أريد، لكن... أنا أريد أن أفعل أي شيء، أريد ان افعل أي شيء بشدة لدرجة انني لم اعد أطيق هذا، يداي وقدماي أصبحوا كما لو كانوا مقيدين. يؤلمني عندما يكون الناس لطفاء معي، (يوكوشان) أتت معي إلى الحمام، لقد جعلتها تتأخر 5 دقائق بعد ان قلت لها: "انا أســــفة! أنا أســفة جدا" غضبي من أنني لا أستطيع أن افعل الاشياء البسيطة وإحساسي بأنني غبية ومكتئبة يتراكم في داخلي | لتر من الدموع |

| لتر من الدموع | شيء مخيف عندما تمر ساعاتان بينما أنا استغرق في أحلام اليقظة، وأشاهد الناس يأتون وأستمع إلى محادثاتهم،آآآآآه أنا أضيع الوقت. مؤلم هو ركوب الباص إلى المدرسة لكنه يشعرني بأنني لازلت "إنسان"، كنت أمشي وبينما كانت صديقتي تساعدني أحسست بشخص يراقبني، إستمريت بالمشي وأنا أشعر بإحساس غريب، و أستمريت بالمشي قليلاً مع الشعور بعدم الارتياح وعندما نظرت إلى ما خلف ظهري، سمعت صوت "محزن مظهرها...هل هي غبية؟" | لتر من الدموع |

| لتر من الدموع | حتى ولو أن هذه النظرات القاسية قد آلمتني من قبل.. فلقد ساعدتني في أن أفهم اللذين من حولي، أنه مازال هناك بعض النظرات الراقية. لـذا.. لـن أهـرب بعيـداً.. هـذا ما سأفعله.. بالتأكيـد.. دائمـاً | لتر من الدموع |

| لتر من الدموع | االحقيقة قاسية جداً ... و صعبة جداً لا أملك الحق حتى في أن أحلم، متى ما فكرت في الماضي ...فإن دموعي تتساقط ثانيةً | لتر من الدموع |

| لتر من الدموع | إلى أين علي التوجه بعد ذلك؟ حتى و لو لم أجد الاجابة فسأشعر بالتحسن إن دونت ذلك، لقد بحثت عن من يمد إلي يد العون لكنني لم اشعر بأي منهم .. و لم استطع رؤيتهم فوجهت وجهي تجاه الظلام وحسب و من هنا تصاعدت صرخات اليأس مني | لتر من الدموع |

## الممثلون
| اسم الممثل في الدور | الاسم الحقيقي     | الدور | صورة |
| ------------------- | ----------------- | --- | ---- |
| أيا إيكيوتشي        | إريكا سواجيري     | ممثلة موهوبة، فازت بهذا المسلسل بجائزة أفضل ممثلة، شخصيتها في المسلسل شخصية الفتاة المثالية، والفتاة الكبرى للعائلة، تساعد في البيت، مجتهدة في المدرسة، عملت بجهد من اجل الدخول في مدرسة مميزة، في بداية الحلقة الأولى، تكون ذاهبة من اجل ان تتقدم لهذه المدرسة، واثار المرض بدأت تظهر بوضوح أكبر، امها (اخصائية صحة مجتمع) تلاحظ عليها هذه الامور، كانت لاتستطيع تقدير المسافات بشكل جيد، وتسقط كثيرا على الأرض، في يوم تسقط اما البيت في طريقها للمدرسة، وتجرح ذقنها وتنزف بشكل عزير، تذهب إلى المستشفى وتعمل فحوصات، تعرف الام طبيعة مرض بينتها لكن تخفيه عنها. باختصار شخصيتها في المسلسل قوية.. ثم تضعف شيئا فشيئا مع بداية تطور المرض لكنها تعلمك كيف تكون ذا عزيمه وقوه, وارادة. كانت شخصية مثالية ذات طموح عالي جدا.تصطدم بالواقع المر.ولكنها وجدت من يقف إلى جانبها .. امها أبوها صديقها اسو هاروتو صديقتيها ماري وساكي اخوها واختيها. |      |
| أسو هاروتو          | ريو نيشيكدو       | هذا طالب في نفس الفصل، يكره الدنيا وما فيها ولا يهمه شي وله أسبابه التي ستذكر في الدراما. والده طبيب في المستشفى الجامعي، ويريده ان يصبح طبيب، لكن "اسو" لا يريد ذلك. حتى انه لا يريداكمال دراستة في المدرسة، لكن لما يقابل آيا تتغير حالته، ويبدأ يميل إلى العلم، حتى انه يغير رايه في الطب، ويحاول أنه يفهم حالتها، وكيف يقدر يساعدها, لكنه ينصدم عندما يعرف ان مرضها ليس له علاج، ومع ذلك يحاول أنه يساعدها بأي طريقة كانت.كان يعاملها وكانها لم تكن مصابة بالمرض كما انه كان الوحيد من بين زمالائها الذي بقي يشجعها ويقف إلى جانبها.راقبها حتى اكتشف مرضها صار دائما يساندها حتى صار يحبها. |      |
| شيوكا إيكوشي        | هيروكو ياكوشيمارو | هي والدة آيا.. تعمل مستشارة صحية, لذا هي حريصة فيما يخص الطعام..وهي التي اكتشفت تصرفات آيا الغربية من سقوط والمشي الغير طبيعي. فحرضتها إلى إجراء الفحوصات وعندما أخبرها الطبيب عن مرضها. كانت بين مصدق وغير مصدق.. فأخفت الأمر عن العائلة وذهبت لاستشارة أكبر الأطباء لكن النتيجة نفسها. وعندها اضطرت إلى أخبار زوجها وإخبار آيا عن حقيقة مرضها. كانت تحب آيا كثيراً ودائما تعمل على تشجيعها ورفع من روحها المعنوية.كانت اما حقيقية مدت ابنتها بالثقة ومنحتها الحب والحنان. |      |
| ميزيو إيكوشي        | تاكانوري جيناي    | هو والد آيا.. ويعمل في متجر يبيع جبن التوفو, شخصيته مرحة جداً في العائلة. ويحاول إسعاد عائلته دائماً, يحب أطفاله كثيراً.. هو من يقترح الذهاب لتشعجيعهم إن كان لديهم مباريات أو غيرها.. ويتصرف قليلاً بقسوة عندما يأتي هارتو إلى منزلهم لكنه شخص مؤثر جدا وعطوف. |      |
| أكو إيكوشي          | ريكو نارومي       | هي الأخت الأصغر لـ ايا ترتيبها الثانية شخصيتها في البداية غير محببة. كانت تغار من آيا لان أبويها لا يعطيانها الاهتمام مثل ما يعطيانه لآيا. كان عندها موهوبة في الرسم. لكن عندما علمت بمرض آيا أصبحت تدافع عن آيا كثيراً. وتغيرت طباعها وعملت ودرست بجد كي تتمكن من الاتحاق بمدرسة هيقاشي العليا التي لم تتمكن آيا من الاستمرار بها وتحقيق حلمها. وحقا دخلت المدرسة. |      |
| هيروكي إيكوشي       | يوما سانادا       | أخ أيا ترتيبه الثالث بعد ايا واكو.هو موهوب في الرياضة كما انه شخص طيب. |      |
| ريكا إيكوشي         | آي ميوشي          | أخت أيا الصغرى فتاة مرحة وجميلة وصغيرة.\| |      |
| هيروشي ميزونو       | ناوهيتو فوجيكي    | الطبيب اللي يكتشف مرض آيا، ويعمل كل ما في جهده من اجل ان يحصل على علاج لها، يذهب يقرا في الكتب، ويقابل طبيب مختص في المرض هذا، ويبدأ في عمل ابحاث على الفئران مصابون بنفس المرض من اجل اختبار علاجات عليهم, وايجاد علاج للمرض.، وخصوصا ان ايا لم تستسلم وكانت دائما مبتسمه، وكتاباتها التي نشرتها في مجلة، أصبحت كتاب، فقد كانت ايا مصدر تشجيع للطبيبمن اجل ايجاد علاج لها. كان يعلم ان مرضها ليس له علاج مع ذلك لم يستسلم. |      |

## الحلقات
| الحلقة             | عنوان الحلقة                             | ملخص |
| ------------------ | ---------------------------------------- | ---- |
| الحلقة الأولى      | بداية شبابي                              |      |
| الحلقة الثانية     | المرض الذي اختطف فتاة في الـ 15 من عمرها |      |
| الحلقة الثالثة     | لماذا اختارني المرض؟                     |      |
| الحلقة الرابعة     | وحدتنا                                   |      |
| الحلقة الخامسة     | بطـاقة ذوي احتياجات الخـاصة              |      |
| الحلقة السادسة     | النظرات القاسية                          |      |
| الحلقة السابعة     | المكان الذي أنتمي إليه                   |      |
| الحلقة الثامنة     | لتر من الدموع                            |      |
| الحلقة التاسعة     | إنني على قيد الحياة                      |      |
| الحلقة العاشرة     | رسالة حب                                 |      |
| الحلقة الحادية عشر | بعيدا... إلى مكان لا دموع فيه            |      |
| الحلقة الخاصة (12) |                                          |      |